# Ashes to Ashes (televisieserie)
Ashes to Ashes is een Britse misdaad- en politieserie, die zich in het begin van de jaren tachtig afspeelt. Zij is een vervolg op Life on Mars, dat gesitueerd was in het jaar 1973, en de titel is wederom ontleend aan een liedje van David Bowie. De serie ging op 7 februari 2008 in première en op 21 mei 2010 werd de laatste aflevering uitgezonden.

## Verhaal

### Seizoen 1 (2008)
De 35-jarige politieagente Alex Drake wordt neergeschoten en belandt daardoor in 1981, de periode vlak voordat haar ouders bij een bomaanslag om het leven kwamen. Ze helpt moordzaken op te lossen met de middelen uit die tijd maar met de kennis van 2008. Tussen de opdrachten door wordt Alex er via televisie en computer aan herinnerd dat ze eigenlijk in coma ligt en dat de dokters haar weinig kans geven. Haar collega’s zijn de politieagenten uit de afdeling van Gene Hunt, die vanuit Manchester naar Londen zijn overgeplaatst. Drake krijgt voortdurend visioenen van de clown uit de videoclip van Ashes to Ashes.

### Seizoen 2 (2009)
Inmiddels is het 1982, het jaar van de Falkland-oorlog en de aanslag op de moeder van Alex.
In de aflevering van 18 mei 2009 staat Alex oog in oog met haar toekomstige echtgenoot Peter Drake die dan 14 jaar is. Ze is geobsedeerd door de zoektocht naar de moordenaars van haar ouders, maar ontdekt uiteindelijk dat die er niet waren: haar vader had de bom zelf in de auto geplant, omdat hij niet kon verkroppen dat zijn vrouw er met een ander vandoor wilde gaan. De morbide David Bowie-clown die Alex overal zag, blijkt haar vader te zijn geweest; op het moment dat de bom ontplofte, speelde het nummer Ashes to Ashes in de auto. Gene Hunt blijkt degene te zijn geweest die toentertijd de jonge Alex in veiligheid bracht, iets wat ze zich niet herinnerd had. Aan het eind van de reeks schiet Hunt per ongeluk op Drake, die in coma belandt.

### Seizoen 3 (2010)
In 1983 ontwaakt Drake uit haar coma; Hunt was naar Spanje gevlucht, maar is heimelijk teruggekeerd. In dit seizoen duikt inspecteur Jim Keats op, een slijmerige mooiprater die Hunt niet kan uitstaan en vastberaden is de politieafdeling door te lichten om alle corruptie aan het licht te brengen. Drake wordt behekst door de geest van een jonge politieman met een kapotgeschoten gelaat. Ze wordt steeds achterdochtiger omdat ze denkt dat Hunt iets te maken had met de dood van Sam Tyler, die in 1980 spoorloos verdwenen is. Achter Hunts rug verzamelt ze bewijsmateriaal. In toenemende mate krijgen Drake en de andere agenten vreemde hallucinaties waarin ze een uitgestrekte sterrenhemel zien.
Wanneer Drake het adres in Lancashire gevonden heeft waar ze meent dat het lijk van Tyler begraven ligt, gaat ze aan het spitten. Het overschot is echter dat van Gene Hunt, die op de kroningsdag van Elizabeth II anno 1952 in een schermutseling doodgeschoten was. Hierdoor komt Hunts geheugen weer in beweging, en hij herinnert zich dat hij eigenlijk allang overleden is. Ondertussen haalt Keats de agenten van de afdeling een voor een over om voor hem te werken; hij bezorgt Ray, Chris en Shaz elk hun geïndividualiseerde eindrapport, dat uit een videocassette bestaat waarop hun eigen dood is opgenomen. Hierdoor herinneren ze zich dat ze allen heengegaan zijn. Keats is de duivel, Hunt is een psychopompos die hen vasthoudt in het Londen van de vroege jaren 80. In werkelijkheid zijn alle personages al die tijd dood geweest; hun leven als politieagenten was niets dan een voorgeborchte. The Railway Arms, de pub uit Life on Mars (die op wonderbaarlijke wijze van Manchester naar Londen is verhuisd), fungeert nu als de hemel. Alex beseft dat ze, overleden zijnde, niet naar 2008 kan terugkeren en gaat met de anderen de pub binnen. Alleen Hunt blijft in 1983 op straat achter met zijn vijand Keats.